# Giovanni Tiepolo
Giovanni Tiepolo (Venezia, 12 aprile 1570 – Venezia, 7 maggio 1631) è stato un patriarca cattolico italiano.

## Biografia
Appartenente ad una delle più nobili famiglie del patriziato veneziano, nel 1609 venne eletto dal doge primicerio della basilica di San Marco. Fu per lui un periodo di intensi studi ecclesiastici e di pubblicazioni che ne accrebbero la fama, al punto che alla morte del cardinale Francesco Vendramin venne scelto dal Senato veneziano come nuovo patriarca, il 20 novembre 1619. Sotto il suo patriarcato fu completamente riedificata la cattedrale di San Pietro di Castello.
In seguito all'apparizione della peste in laguna, il patriarca ordinò l’esposizione del Santissimo dal 2 al 4 luglio 1630, unitamente a numerose processioni penitenziali, mentre  il 22 ottobre il Senato veneziano decretò l'erezione di un tempio alla Vergine, l'attuale Basilica di Santa Maria della Salute, per impetrare la cessazione del morbo.
Morì di peste il 7 maggio 1631 e fu sepolto in cattedrale, con un'epigrafe recante quattro D, acronimo della frase Dilexi Decorem Domus Domini, a ricordo dell'edificazione della stessa chiesa.

### Opere
- Considerationi sopra la Passione di N. S. Giesù Cristo..., Venezia 1610
- Trattato dell'invocatione et veneratione de' santi, Venezia 1613
- Delle considerationi del santissimo Sacramento del Corpo di Cristo..., Venezia 1616
- Trattato delle santissime Reliquie ultimamente ritrovate nel santuario della chiesa di San Marco, Venezia 1617
- Trattato dell’imagine della gloriosa Vergine dipinta da s. Luca conservata [...] nella ducal chiesa di S. Marco..., Venezia 1618
- Dell’ira di Dio e de’ flagelli e calamità che per essa vengono al mondo, Venezia 1632
- Vita del B. Giacomo Salomone, nobile venetiano, religioso dell'Ordine di S. Domenico et protettore della città di Forlì..., rist. Venezia 1691
- Catalogo di [...] Venerabili, Beati, Santi veneziani [...] con alcune annotazioni di p.re Simon Antonio Rota..., Venezia 1766

## Genealogia episcopale
La genealogia episcopale è:
- Vescovo Sigismondo Donati
- Patriarca Giovanni Tiepolo